# Wereldkampioenschappen schaatsen afstanden 2016
De wereldkampioenschappen schaatsen afstanden 2016 werden van donderdag 11 tot en met zondag 14 februari gehouden in de overdekte ijshal Kometa in Kolomna, Rusland. Het was de zeventiende editie van de WK afstanden en de eerste keer dat de WK afstanden hier plaatsvonden. Voor Rusland was het tweede keer dat het de WK afstanden mocht organiseren, na de WK editie van 2013 in Sotsji in de olympische schaatshal.
Net als in 2015 werden de WK afstanden in februari gehouden, zodat het seizoen nu de indeling volgt zoals die ook gebruikelijk is in een olympisch jaar. Er stonden veertien onderdelen op het programma, gelijk verdeeld over de mannen en vrouwen.
Na de WK sprint werd bekend dat tweevoudig goudenmedaillewinnaar Koelizjnikov tijdens dit positief testte op meldonium. Doordat de ISU niet kon bewijzen dat de meldonium genomen was in de periode dat het reeds verboden was, bleef dit zonder gevolgen.

## Tijdschema
Net als een jaar eerder zorgde het tijdschema opnieuw voor enige discussie bij met name Sven Kramer. Nadat hij in 2015 zich afmeldde voor de 10.000m, heeft Kramer besloten om in 2016 de ploegenachtervolging aan zich voorbij te laten gaan, het onderdeel waarop hij maar liefst 6 keer wereldkampioen werd.
| Datum            | Aanvang | Mannen                      | Vrouwen                              |
| ---------------- | ------- | --------------------------- | ------------------------------------ |
| 11 februari 2016 | 14:45   | 10.000 m                    | 3000 m                               |
| 12 februari 2016 | 15:10   | 1500 m Ploegenachtervolging | 1000 m 5000m                         |
| 13 februari 2016 | 13:00   | 1000 m 5000 m               | 500 m (2 races) Ploegenachtervolging |
| 14 februari 2016 | 12:30   | 500 m (2 races) Massastart  | 1500 m Massastart                    |

## Medailles

### Mannen
| Onderdeel                    | Goud                                                      | Goud                 | Zilver                                                            | Zilver               | Brons                                                   | Brons                |
| ---------------------------- | --------------------------------------------------------- | -------------------- | ----------------------------------------------------------------- | -------------------- | ------------------------------------------------------- | -------------------- |
| 500 m Details                | Pavel Koelizjnikov Rusland                                | 69,020 (34,60/34,42) | Roeslan Moerasjov Rusland                                         | 69,680 (34,60/35,08) | Alex Boisvert-Lacroix Canada                            | 69,780 (35,08/34,70) |
| 1000 m Details               | Pavel Koelizjnikov Rusland                                | 1.08,33 BR           | Denis Joeskov Rusland                                             | 1.08,43              | Kjeld Nuis Nederland                                    | 1.08,47              |
| 1500 m Details               | Denis Joeskov Rusland                                     | 1.44,13 BR           | Kjeld Nuis Nederland                                              | 1.45,66              | Thomas Krol Nederland                                   | 1.45,75              |
| 5000 m Details               | Sven Kramer Nederland                                     | 6.10,31 BR           | Jorrit Bergsma Nederland                                          | 6.10,66              | Sverre Lunde Pedersen Noorwegen                         | 6.15,08              |
| 10.000 m Details             | Sven Kramer Nederland                                     | 12.56,77 BR          | Ted-Jan Bloemen Canada                                            | 12.59,69             | Erik Jan Kooiman Nederland                              | 13.02,15             |
| Massastart Details           | Lee Seung-hoon Zuid-Korea                                 | 7.18,26 60 punten    | Arjan Stroetinga Nederland                                        | 7.18,32 41 punten    | Alexis Contin Frankrijk                                 | 7.18,41 20 punten    |
| Ploegenachtervolging Details | Nederland Jan Blokhuijsen Arjan Stroetinga Douwe de Vries | 3.40,04 BR           | Noorwegen Håvard Bøkko Simen Spieler Nilsen Sverre Lunde Pedersen | 3.41,26              | Canada Jordan Belchos Ted-Jan Bloemen Benjamin Donnelly | 3.43,28              |

### Vrouwen
| Onderdeel                    | Goud                                                    | Goud                    | Zilver                                        | Zilver               | Brons                                                  | Brons                |
| ---------------------------- | ------------------------------------------------------- | ----------------------- | --------------------------------------------- | -------------------- | ------------------------------------------------------ | -------------------- |
| 500 m Details                | Lee Sang-hwa Zuid-Korea                                 | 74,859 (37,42 BR/37,43) | Brittany Bowe Verenigde Staten                | 75,663 (37,92/37,74) | Zhang Hong China                                       | 75,688 (37,78/37,90) |
| 1000 m Details               | Jorien ter Mors Nederland                               | 1.14,73 BR              | Heather Richardson-Bergsma Verenigde Staten   | 1.14,94              | Brittany Bowe Verenigde Staten                         | 1.15,01              |
| 1500 m Details               | Jorien ter Mors Nederland                               | 1.53,92 BR              | Heather Richardson-Bergsma Verenigde Staten   | 1.54,67              | Brittany Bowe Verenigde Staten                         | 1.55,09              |
| 3000 m Details               | Martina Sáblíková Tsjechië                              | 4.03,05                 | Ireen Wüst Nederland                          | 4.03,13              | Antoinette de Jong Nederland                           | 4.04,25              |
| 5000 m Details               | Martina Sáblíková Tsjechië                              | 6.51,09 BR              | Carien Kleibeuker Nederland                   | 6.54,96              | Irene Schouten Nederland                               | 6.55,93              |
| Massastart Details           | Ivanie Blondin Canada                                   | 8.17,53 62 punten       | Kim Bo-reum Zuid-Korea                        | 8.17,66 40 punten    | Miho Takagi Japan                                      | 8.17,68 20 punten    |
| Ploegenachtervolging Details | Nederland Antoinette de Jong Marrit Leenstra Ireen Wüst | 2.58,12 BR              | Japan Misaki Oshigiri Miho Takagi Nana Takagi | 2.58,31              | Rusland Olga Graf Jelizaveta Kazelina Natalja Voronina | 3.02,61              |

### Medailleklassement
| Plaats | Land             | Goud | Zilver | Brons | Totaal |
| 1      | Nederland        | 6    | 5      | 5     | 16     |
| 2      | Rusland          | 3    | 2      | 1     | 6      |
| 3      | Zuid-Korea       | 2    | 1      | 0     | 3      |
| 4      | Tsjechië         | 2    | 0      | 0     | 2      |
| 5      | Canada           | 1    | 1      | 2     | 4      |
| 6      | Verenigde Staten | 0    | 3      | 2     | 5      |
| 7      | Japan            | 0    | 1      | 1     | 2      |
| 7      | Noorwegen        | 0    | 1      | 1     | 2      |
| 9      | China            | 0    | 0      | 1     | 1      |
| 9      | Frankrijk        | 0    | 0      | 1     | 1      |
| Totaal | Totaal           | 14   | 14     | 14    | 42     |

## Deelname

### België
| Deelnemer      | 1000m | 1500m | 5000m | 10.000m | Massastart |
| -------------- | ----- | ----- | ----- | ------- | ---------- |
| Bart Swings    |       | 4e    | 7e    | 11e     | 20e        |
| Mathias Vosté  | 24e   |       |       |         | 18e        |
|                |       |       |       |         |            |
| Jelena Peeters |       |       | 11e   |         | 5e         |

### Nederland
Een totaal van 22 schaatsers hadden zich gekwalificeerd of waren geselecteerd door bondscoach Geert Kuiper voor de WK afstanden. De delegatie bestond uit twaalf mannen en tien vrouwen. De beste Nederlander in het wereldbekerklassement na de wereldbeker van Heerenveen kwalificeerde zich direct voor het WK, behalve voor de 5000 meter bij de vrouwen en de 10.000 meter bij de mannen. Daarnaast kwalificeerden de nummers 1 en 2 van het NK afstanden eind december 2015 zich voor het WK. De ploegen voor de achtervolging en de massastart werden later door de bondscoach aangewezen.
Jan Blokhuijsen werd op het laatste moment toegevoegd aan de ploeg vanwege de afzegging van Sven Kramer. Voor de massastart heeft de bondscoach gekozen voor de bekende namen bij zowel de mannen als de vrouwen.
| Afstand       | Geslacht | Deelnemers                                        | Deelnemers                                        | Deelnemers                                        | Deelnemers                                        | Deelnemers                                        | Deelnemers |
| ------------- | -------- | ------------------------------------------------- | ------------------------------------------------- | ------------------------------------------------- | ------------------------------------------------- | ------------------------------------------------- | ---------- |
| 500m          | Mannen   | Ronald Mulder                                     | 10e                                               | Jan Smeekens                                      | 15e                                               | Kai Verbij                                        | 23e        |
| 500m          | Vrouwen  | Margot Boer                                       | 11e                                               | Jorien ter Mors                                   | 4e                                                | Janine Smit                                       | 18e        |
| 1000m         | Mannen   | Stefan Groothuis                                  | 14e                                               | Kjeld Nuis                                        | Brons                                             | Kai Verbij                                        | 7e         |
| 1000m         | Vrouwen  | Marrit Leenstra                                   | 7e                                                | Jorien ter Mors                                   | Goud                                              | Ireen Wüst                                        | 6e         |
| 1500m         | Mannen   | Stefan Groothuis                                  | 14e                                               | Thomas Krol                                       | Brons                                             | Kjeld Nuis                                        | Zilver     |
| 1500m         | Vrouwen  | Marrit Leenstra                                   | 6e                                                | Jorien ter Mors                                   | Goud                                              | Ireen Wüst                                        | 4e         |
| 5000m         | Mannen   | Jorrit Bergsma                                    | Zilver                                            | Sven Kramer                                       | Goud                                              | Douwe de Vries                                    | 9e         |
| 3000m         | Vrouwen  | Marije Joling                                     | 5e                                                | Antoinette de Jong                                | Brons                                             | Ireen Wüst                                        | Zilver     |
| 10.000m       | Mannen   | Erik Jan Kooiman                                  | Brons                                             | Sven Kramer                                       | Goud                                              |                                                   |            |
| 5000m         | Vrouwen  | Carien Kleibeuker                                 | Zilver                                            | Irene Schouten                                    | Brons                                             |                                                   |            |
| Massastart    | Mannen   | Jorrit Bergsma                                    | 21e                                               | Arjan Stroetinga                                  | Zilver                                            |                                                   |            |
| Massastart    | Vrouwen  | Janneke Ensing                                    | 7e                                                | Irene Schouten                                    | 10e                                               |                                                   |            |
| Achtervolging | Mannen   | Jan Blokhuijsen, Arjan Stroetinga, Douwe de Vries | Jan Blokhuijsen, Arjan Stroetinga, Douwe de Vries | Jan Blokhuijsen, Arjan Stroetinga, Douwe de Vries | Jan Blokhuijsen, Arjan Stroetinga, Douwe de Vries | Jan Blokhuijsen, Arjan Stroetinga, Douwe de Vries | Goud       |
| Achtervolging | Vrouwen  | Antoinette de Jong, Marrit Leenstra, Ireen Wüst   | Antoinette de Jong, Marrit Leenstra, Ireen Wüst   | Antoinette de Jong, Marrit Leenstra, Ireen Wüst   | Antoinette de Jong, Marrit Leenstra, Ireen Wüst   | Antoinette de Jong, Marrit Leenstra, Ireen Wüst   | Goud       |

In de bovenstaande tabel is de beste Nederlander per afstand dikgedrukt.